# Station Marbehan
Station Marbehan is een spoorwegstation langs spoorlijn 162 (Namen - Aarlen - Luxemburg) bij de kern Marbehan in de gemeente Habay. Van hier vertrok ook spoorlijn 155 naar Virton. 
Het station was ook een begin- en eindpunt van de buurtspoorlijn 558 in de Gaume van het voormalige graafschap Chiny via station Florenville aan spoorlijn 165 naar station Sainte-Cécile aan spoorlijn 163A.
In de loop van 2021 sloten de loketten hier hun deuren en werd het station een stopplaats.

## Treindienst
| Serie              | Treinsoort           | Route                                                                                               | Bijzonderheden                                                      |
| ------------------ | -------------------- | --------------------------------------------------------------------------------------------------- | ------------------------------------------------------------------- |
| IC 16              | Intercity (NMBS/CFL) | Brussel-Zuid – Namen – Marbehan – Luxemburg                                                         |                                                                     |
| L 5850             | L-trein (NMBS)       | Aarlen – Marbehan – Libramont                                                                       | Rijdt in het weekend 1x/2 uur.                                      |
| P 7665/7665        | Piekuurtrein (NMBS)  | Libramont – [ Virton – ] / [ Marbehan – ] Aarlen                                                    | Rijdt alleen op werkdagen.                                          |
| P 7675/8675RE 8650 | Piekuurtrein (NMBS)  | [ Luxemburg – ] / [ Libramont – Marbehan – ] Aarlen                                                 | Rijdt alleen op werkdagen. Een trein Libramont - Aarlen.            |
| P 7680/8680RE 8650 | Piekuurtrein (NMBS)  | [ Bertrix – Dinant ] / [ Libramont – [ Virton – ] / [ Marbehan – ] Aarlen ] / [ Athus – Luxemburg ] | Een trein Aarlen - Virton - Libramont. Een trein Athus - Luxemburg. |

## Galerij

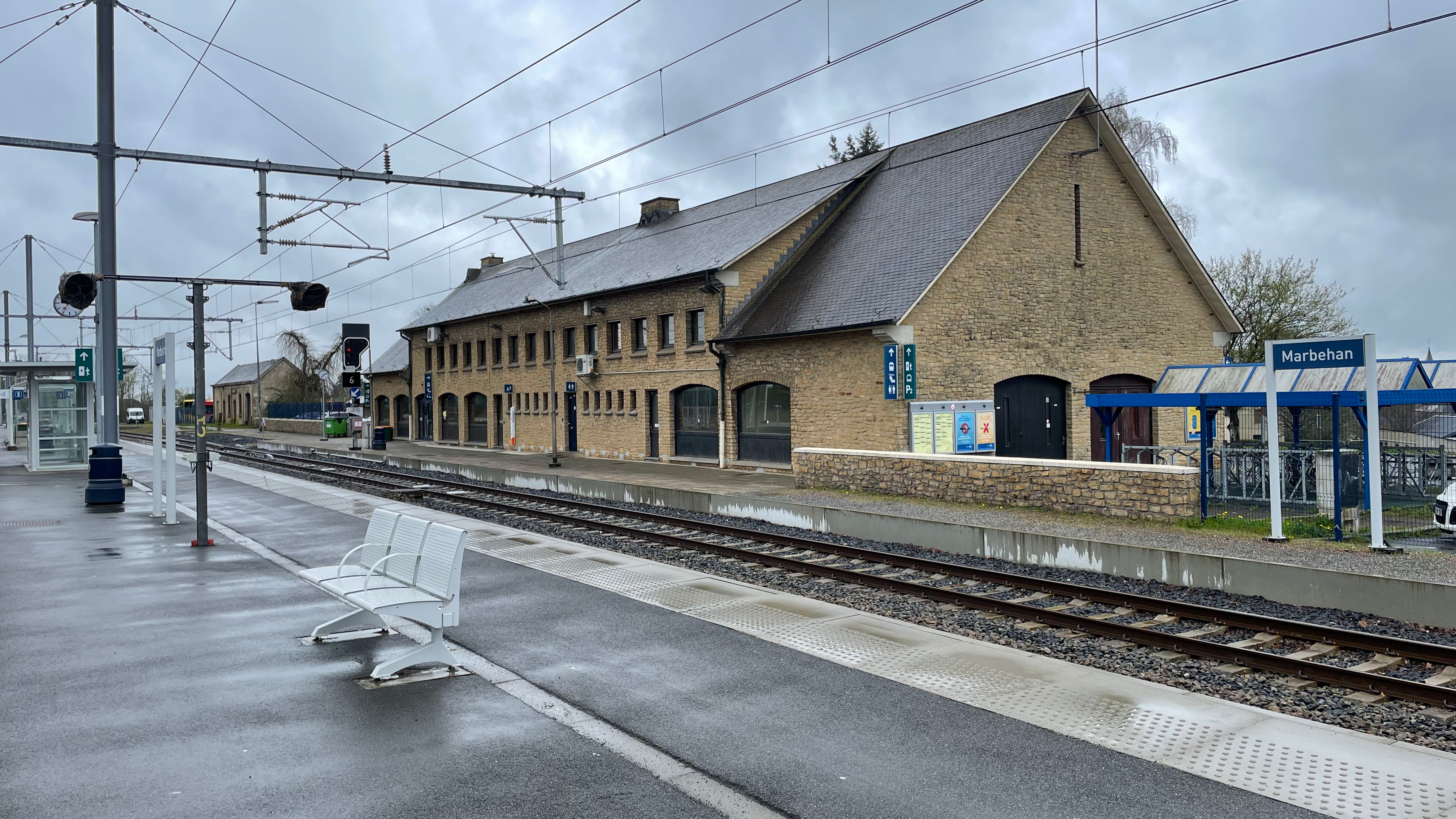
Zicht op het perron
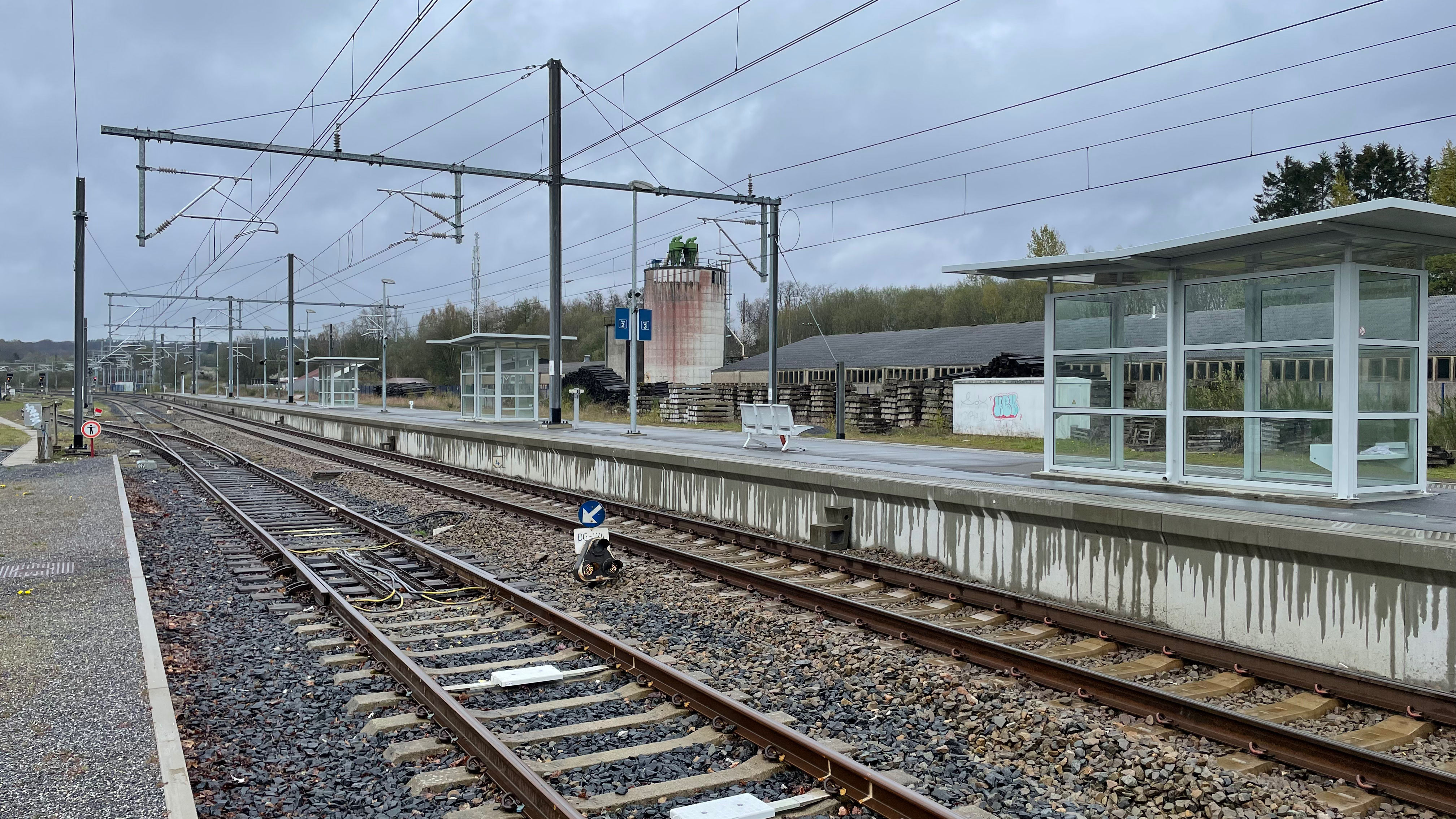
Zicht op de sporen
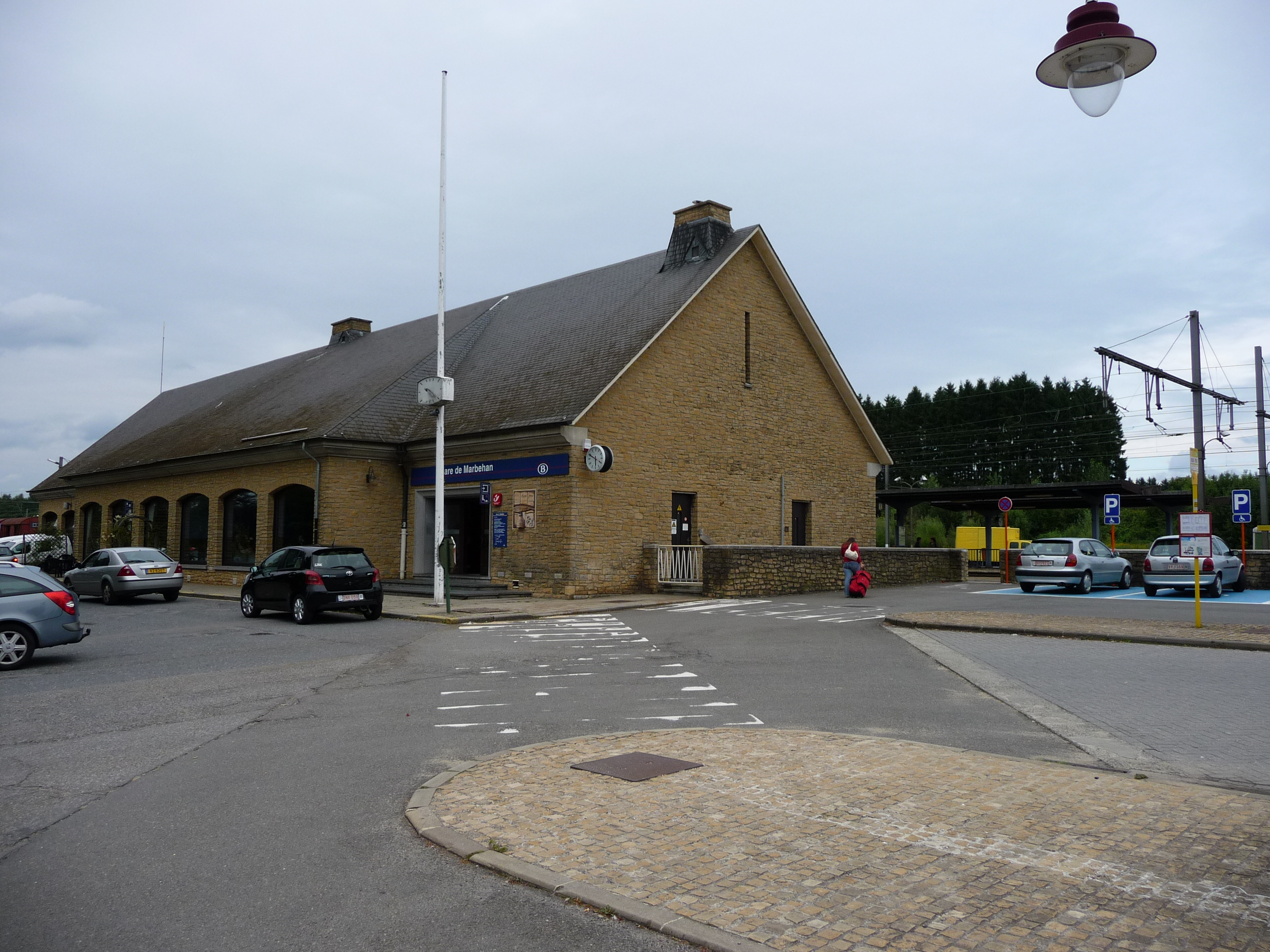
Het station (2008)

## Reizigerstellingen
De grafiek en tabel geven het gemiddeld aantal instappende reizigers weer op een week-, zater- en zondag.
| Tabel: aantal instappende reizigers station Marbehan | Tabel: aantal instappende reizigers station Marbehan | Tabel: aantal instappende reizigers station Marbehan | Tabel: aantal instappende reizigers station Marbehan |
|                                                      | Weekdag                                              | Zaterdag                                             | Zondag                                               |
| ---------------------------------------------------- | ---------------------------------------------------- | ---------------------------------------------------- | ---------------------------------------------------- |
| 1977                                                 | 498                                                  | 173                                                  | 379                                                  |
| 1978                                                 | 455                                                  | 162                                                  | 347                                                  |
| 1979                                                 | 542                                                  | 171                                                  | 329                                                  |
| 1980                                                 | 544                                                  | 154                                                  | 409                                                  |
| 1981                                                 | 491                                                  | 201                                                  | 471                                                  |
| 1982                                                 | 499                                                  | 207                                                  | 395                                                  |
| 1983                                                 | 591                                                  | 155                                                  | 207                                                  |
| 1984                                                 | 657                                                  | 257                                                  | 578                                                  |
| 1985                                                 | 705                                                  | 264                                                  | 517                                                  |
| 1986                                                 | 611                                                  | 148                                                  | 477                                                  |
| 1987                                                 | 599                                                  | 187                                                  | 434                                                  |
| 1988                                                 | 605                                                  | 186                                                  | 350                                                  |
| 1989                                                 | 655                                                  | 214                                                  | 549                                                  |
| 1990                                                 | 615                                                  | 207                                                  | 553                                                  |
| 1991                                                 | 619                                                  | 243                                                  | 615                                                  |
| 1992                                                 | 621                                                  | 230                                                  | 619                                                  |
| 1993                                                 | 548                                                  | 193                                                  | 680                                                  |
| 1994                                                 | 596                                                  | 223                                                  | 574                                                  |
| 1995                                                 | 597                                                  | 200                                                  | 707                                                  |
| 1996                                                 | 639                                                  | 253                                                  | 648                                                  |
| 1997                                                 | 608                                                  | 188                                                  | 751                                                  |
| 1998                                                 | 562                                                  | 182                                                  | 734                                                  |
| 1999                                                 | 654                                                  | 246                                                  | 611                                                  |
| 2000                                                 | 701                                                  | 308                                                  | 675                                                  |
| 2001                                                 | 687                                                  | 332                                                  | 788                                                  |
| 2002                                                 | 740                                                  | 346                                                  | 708                                                  |
| 2003                                                 | 701                                                  | 298                                                  | 689                                                  |
| 2004                                                 | 649                                                  | 270                                                  | 790                                                  |
| 2005                                                 | 765                                                  | 350                                                  | 772                                                  |
| 2006                                                 | 776                                                  | 334                                                  | 754                                                  |
| 2007                                                 | 685                                                  | 296                                                  | 798                                                  |
| 2008                                                 | -                                                    | -                                                    | -                                                    |
| 2009                                                 | 767                                                  | 386                                                  | 725                                                  |
| 2010                                                 | -                                                    | -                                                    | -                                                    |
| 2011                                                 | -                                                    | -                                                    | -                                                    |
| 2012                                                 | 822                                                  | 330                                                  | 635                                                  |
| 2013                                                 | 898                                                  | 360                                                  | 860                                                  |
| 2014                                                 | 763                                                  | 392                                                  | 704                                                  |
| 2015                                                 | 646                                                  | 353                                                  | 744                                                  |
| 2016                                                 | 629                                                  | 303                                                  | 707                                                  |
| 2017                                                 | 549                                                  | 779                                                  | 985                                                  |
| 2018                                                 | 678                                                  | 314                                                  | 821                                                  |
| 2019                                                 | 555                                                  | 343                                                  | 898                                                  |
| 2020                                                 | 388                                                  | 187                                                  | 605                                                  |
| 2021                                                 | -                                                    | -                                                    | -                                                    |
| 2022                                                 | 588                                                  | 391                                                  | 888                                                  |
| 2023                                                 | 735                                                  | 342                                                  | 837                                                  |
| 2024                                                 | 636                                                  | 365                                                  | 794                                                  |

0,0: Marbehan ·
3,1: Villers-sur-Semois ·
6,1: Sainte-Marie ·
11,4: Croix-Rouge ·
13,5: Buzenol ·
19,5: Ethe ·
21,2: Belmont ·
22,6: Pierrard-École ·
23,9: Virton-Ville ·
25,5: Virton ·
27,5: Dampicourt ·
31,2: Lamorteau
0,0: Namen ·
2,1: Jambes-Oost ·
5,0: Dave-Saint-Martin ·
7,8: Naninne ·
10,9: Sart-Bernard ·
14,0: Courrière ·
16,7: Assesse ·
18,3: Florée ·
20,5: Natoye ·
26,4: Braibant ·
29,0: Ciney ·
32,0: Leignon ·
32,9: Chapois ·
39,1: Haversin ·
45,8: Hogne ·
48,9: Aye ·
51,2: Marloie ·
57,6: Rochefort-Jemelle ·
60,0: Forrières ·
62,8: Lesterny ·
65,9: Grupont ·
72,1: Mirwart ·
76,2: Poix-Saint-Hubert ·
80,0: Hatrival ·
89,7: Libramont ·
94,8: Verlaine ·
98,5: Neufchâteau ·
100,4: Hamipré ·
105,0: Cousteumont ·
107,1: Lavaux ·
111,1: Mellier ·
114,8: Marbehan ·
115,9: Rulles ·
118,5: Houdemont ·
121,6: Habay ·
125,8: Hachy ·
128,0: Fouches ·
132,7: Stockem ·
134,0: Viville ·
135,8: Aarlen ·
137,6: Weyler ·
140,3: Autelbas ·
142,6: Barnich ·
145,5: Sterpenich